# Union professionnelle du génie écologique
L'Union professionnelle du génie écologique (UPGE) est la fédération française des entreprises et bureaux d'études de génie écologique. Créée en 2008 par les entreprises, elle se donne comme objectif de structurer la jeune filière du génie écologique. Elle a été soutenue dans son développement par le ministère de l'Écologie et est reconnue depuis 2012 comme l'interlocuteur privilégié de la filière économique du génie écologique,.

## Missions
Dans le cadre de son objectif de structuration, l'UPGE travaille à développer la filière du génie écologique en France et à l'international en favorisant la concurrence loyale. Elle réunit pour cela des entreprises françaises de génie écologique dans une fédération afin de ,:
- favoriser l'innovation grâce aux échanges, la communication et la création de groupes de travail [6];
- œuvrer à définir un cadre déontologique par la production de langages communs et de référentiels partagés ;
- renforcer la notoriété de la filière et de ses adhérents ;
- accompagner les entreprises aux changements du marché ;
- faciliter l’accès aux conseils réglementaires, normatifs et techniques [7],[8],[9] ;
- aider ses membres à accéder au marché du génie écologique.

La fédération a participé à l'élaboration de la définition du génie écologique, publiée au Journal Officiel en 2015, aujourd'hui utilisée par la plupart des acteurs,. Cette définition précise que le génie écologique se définit par sa finalité qui est la résilience des écosystèmes.

## Réalisations
L'UPGE a été à l'initiative de la rédaction d’une norme française sur la conduite de projets de génie écologique qui a été publiée en octobre 2012 après trois années de travail menées par le comité de normalisation Afnor, présidé par le président de l'UPGE,. Intitulée NF X10-900 et portant sur la méthodologie des projets de génie écologique appliqués aux zones humides et aux cours d’eau, elle vise plus globalement à professionnaliser « une nouvelle filière en proposant des solutions concrètes et pragmatiques adaptables à tout projet de génie écologique » en proposant un langage commun. Elle propose en particulier la clarification et la coordination des rôles donnés aux différents intervenants grâce à la définition des étapes aval du projet et à l'encadrement de la réalisation en obligeant à de poser « les bonnes questions au bon moment ». Cette norme décrit les études, la maîtrise d'œuvre, les opérations de gestion restauratoire et centre la démarche du projet autour du métier de « coordinateur biodiversité ».
En 2016, l'UPGE a contribué à la rédaction de la règle professionnelle N.C.4-R0, traitant spécifiquement des « Travaux de génie écologique », rédigée pour le secteur du paysage par les professionnels du génie écologique. Elle harmonise et précise les termes techniques et les bonnes pratiques de mise en œuvre des ouvrages, les contraintes à prendre en compte ou encore les points de contrôle à appliquer.
Le Centre de Coordination, d'Expérimentation du Génie Écologique (CCEAGE) est une plate-forme technique créé en 2016. Porté par l'UPGE, il vise à regrouper les acteurs sur des sites de génie écologique en favorisant l'échange et l'expérimentation. Le CCEAGE est organisé par thématique (espèces exotiques envahissante, zones humides, gestion des landes, etc.) et réunit tous les acteurs intervenants à un moment ou à un autre sur les projets: chercheurs, centres de formation, porteurs de projets, collectivités locales, entreprises, fournisseurs, associations...
Lancement en 2017 du cluster du génie écologique, LifeSys qui regroupe des acteurs du génie écologique pour répondre ensemble à des questions traitant de biodiversité,,.
Kalisterre, l'organisme national de qualification des entreprises de génie écologique, est créé en 2021 à l'initiative de l'UPGE.
Le Salon national de l'écologie AdNatura est créé en 2022 par plusieurs acteurs (OFB, collectivités locales) et l'UPGE.